# Bajerov
Bajerov (allemand : Bayersdorf ,hongrois : Bajor) est un village de Slovaquie situé dans la région de Prešov.

## Histoire
Première mention écrite du village en 1332.

## Démographie

### Évolution de la population
| Année:               | 1994. | 2004.   | 2014.   | 2024.    |
| -------------------- | ----- | ------- | ------- | -------- |
| Nombre de personnes: | 427   | 439     | 457     | 409      |
| Différence:          |       | +2,81 % | +4,10 % | -10,50 % |

| Année:               | 2023. | 2024.   |
| -------------------- | ----- | ------- |
| Nombre de personnes: | 415   | 409     |
| Différence:          |       | -1,44 % |